# Thousands of Miles Between Us
Thousands of Miles Between Us es un álbum en vivo/video álbum de la banda de metalcore Converge. Fue lanzado el 27 de noviembre de 2015 a través de Deathwish Inc. El set de Blu-Ray fue descrito por Deathwish como "la esperada secuela del DVD de 2003, The Long Road Home."

## Antecedentes
En octubre de 2015, el canal de YouTube de Deathwish lanzó una vista previa del álbum/video. El tráiler contenía dos canciones del álbum/video; «Concubine» y «Dark Horse». El escritor de Noisey, John Hill, describió la vista previa como "[haciendo] un buen trabajo para mostrar la diversidad del catálogo de Converge. El clásico "Concubine" es un comienzo asesino para el álbum en vivo, que muestra la crudeza del trabajo anterior de la banda actualizado un poco con el en vivo. Luego lleva a un nuevo corte, "Dark Horse", que suena incluso más nítido que en 2009." El 14 de noviembre, el video se proyectó a la medianoche en Brookline. Thousands of Miles Between Us fue lanzado como descarga digital, una colección de Blu-Ray de tres discos y un conjunto de cajas limitado que incluye un LP doble y un folleto de 160 páginas.
El material varía desde un conjunto de 20 canciones de Converge a más de 15 horas de imágenes en vivo, rarezas y material nunca antes visto, que se dice que abarcan más de una década en la vida de Converge. El disco uno contiene un conjunto completo de 20 canciones de la gira de All We Love We Leave Behind en la Union Transfer (Filadelfia, PA). Los discos dos y tres muestran colectivamente más de 15 horas de imágenes en vivo, rarezas y material nunca antes visto que abarcan más de una década de la banda, presentadas cronológicamente en dos discos Blu-ray. La colección presenta presentaciones internacionales en vivo, entrevistas, películas, videos musicales, cover y más.

## Lista de canciones
| Disco uno |                                         |          |  |
| N.º       | Título                                  | Duración |  |
| 1.        | «Concubine» (En vivo)                   | 01:27    |  |
| 2.        | «Dark Horse» (En vivo)                  | 03:17    |  |
| 3.        | «Heartless» (En vivo)                   | 02:50    |  |
| 4.        | «Aimless Arrow» (En vivo)               | 03:02    |  |
| 5.        | «Trespasses» (En vivo)                  | 02:40    |  |
| 6.        | «Bitter and Then Some» (En vivo)        | 01:26    |  |
| 7.        | «All We Love We Leave Behind» (En vivo) | 03:57    |  |
| 8.        | «Sadness Comes Home» (En vivo)          | 04:12    |  |
| 9.        | «My Unsaid Everything» (En vivo)        | 03:17    |  |
| 10.       | «Glacial Pace» (En vivo)                | 04:13    |  |
| 11.       | «Cutter» (En vivo)                      | 01:39    |  |
| 12.       | «Worms Will Feed» (En vivo)             | 07:15    |  |
| 13.       | «Tender Abuse» (En vivo)                | 01:22    |  |
| 14.       | «On My Shield» (En vivo)                | 04:12    |  |
| 15.       | «Axe To Fall» (En vivo)                 | 03:18    |  |
| 16.       | «Empty On The Inside» (En vivo)         | 02:35    |  |
| 17.       | «Eagles Become Vultures» (En vivo)      | 02:22    |  |
| 18.       | «The Broken Vow» (En vivo)              | 02:14    |  |
| 19.       | «You Fail Me» (En vivo)                 | 07:31    |  |
| 20.       | «The Saddest Day» (En vivo)             | 07:40    |  |

## Personal
| Producción y grabación - Alan Douches: masterizado en West West Side Music - Kurt Ballou: mezclado en Godcity Recording Studio - Jimmy Hubbard: técnico de filme, edición Ilustraciones - Thomas Hooper: ilustraciones |